# NGC 3522
NGC 3522 est une galaxie elliptique située dans la constellation du Lion. NGC 3522 a été découverte par l'astronome américain Lewis Swift en 1883.

## Caractéristiques
Sa vitesse par rapport au fond diffus cosmologique est de 1 535 ± 23 km/s, ce qui correspond à une distance de Hubble de 22,6 ± 1,6 Mpc (∼73,7 millions d'al).
À ce jour, deux mesures non basées sur le décalage vers le rouge (redshift) donnent une distance de 25,350 ± 0,212 Mpc (∼82,7 millions d'al), ce qui est à l'intérieur des valeurs de la distance de Hubble.

## Trou noir supermassif
Selon une étude réalisée en 2017 à l'aide du télescope spatial Hubble et portant sur plusieurs galaxies, NGC 3522 renferme un trou noir supermassif dont la masse est comprise entre 0 et 51,3 millions de masses solaires.